# Arheometrija
Arheometrija je znanstvena disciplina koja se u ispitivanju i objašnjenju arheoloških pronalazaka koristi metodama i tehnikama prirodnih i tehničkih znanosti (prije svega kemije, fizike, mineralogije, znanosti o materijalima, kao i bioloških znanosti, posebice molekularne biologije).
Metode kojima se arheometrija koristi su orijentirane na porijeklo objekata koji se ispituju i one koje se bave isključivo problematikom materijala.
U engleskom se govornom području za arheometriju koristi i pojam arheloške znanosti.

## Arheometrija anorganskih materijala
Nalazi iz ove grupe predmeta ispituju se po pitanju geografskog porijekla, odnosno vremenskog razdoblja u kojem su isti korišteni te načina na koji su ovi materijali oblikovani i obrađivani.

### Arheometalurgija
Ova se grana bavi problemom početka primjene pojedinih metala te problematikom porijekla ruda koje su korištene pri proizvodnji.

### Keramički materijali
Ostaci keramike iskopane pri arheološkim istraživanjima mogu nam pomoću znanstvenih analitičkih metoda    dati brojne podatke o   porijeklu materijala korištenih kod izrade posuda ili drugih predmeta,te o načinu oblikovanja i uporabi istih,ali i eventualnim rutama trgovine odnosno razmijene ovih predmeta.

### Organski materijali
Većinu organski nalaza kod arheoloških istraživanja čine kosti ljudi i životinja,te eventualni ostaci biljaka i sjemenja.

### Tehnike datiranja
- Datiranje ugljikom-14 — posebno za organske materijale
- dendrokronologija — za datiranje drveta, dopunjuje se datiranjem ugljikom-14
- termoluminescencija — za anorganske materijale, uključujući keramiku
- optički stimulirana luminescencija  —
- electron spin resonance, za datiranje primjerice zubi
- kalij argon datiranje — za datiranje fosiliziranih ljudskih ostataka (zajedno s vulkanskim sedimentima)

### Određivanje materijala
- XRF
- XRD
- Raman spektroskopija
- ICP-MS
- NAA
- SEM
- LIBS

### Uloga kod lociranja potencijalnih nalazišta
Danas arheometrija ima i veliku ulogu kod lociranja potencijalnih arheoloških nalazišta.  
Prije svega se u te svrhe koriste satelitske ili avio snimke,a sve je veća i uloga georadarskih istraživanja.

### Arheometrija u Hrvatskoj
Kod nas zasada nema laboratorija za arheometriju. Oni koji provode istraživanja arheometrijskog tipa koriste se uslugama drugih institucija koje nisu specijalizirane za arheometrijska istraživanja.

## Vanjske poveznice
- https://www.archaeometrie.de/